# 소야마다촌
소야마다촌(일본어: 荘山田村)은 일본 히로시마현 아키군에 있던 촌이다. 현재의 구레시의 일부에 해당한다.

## 역사
- 1889년 4월 1일 - 정촌제 시행에 의해 아키군 소야마다촌이 단독으로 촌제를 시행해. 소야마다촌이 성립하였다.
- 1902년 10월 1일 - 아키군 미카와정, 미야하라촌, 와쇼정과 합병, 시로 승격해 구레시를 신설하고 폐지되었다.

## 참고문헌
- 角川日本地名大辞典 34 広島県
- 『市町村名変遷辞典』東京堂出版、1990年。